# Витина
Витина (алб. Viti или Vitia) је градско насеље и седиште истоимене општине у Србији. Налази се у југоисточном делу Косова и Метохије и припада Косовскопоморавском управном округу. Према попису из 2024. било је 5.780 становника.
Ово подручје је познато као Горња Морава и налази се у подножју Скопске Црне Горе.

## Историја
Први писани помен Витине је из 1258. године, када је бугарски цар Константин Тих Асен даровао ово село од 1867 душа манастиру Св. Ђорђа код Скопља. У турском попису из 1455. године стоји да село има 105 српских кућа и хришћанског попа. Име би могло да се повеже са дрветом врбом, чији се гранчице зову "витине".
Прва школа у Витини почела је рад 1851. године, и то је била најстарија школа у Гњиланској кази. У Витини је 1890. године са царском дозволом отворена српска основна школа. Ту је редовна сваке године прослављана школска слава Св. Сава. Године 1900. служио је на Савиндан, поп Тодор Васић у цркви и школи, кумовао је Сава Тајић црквено-школски епитроп, а светосавску беседу је изговорио учитељ Стојан Дајић. Једно време иметак црквени износио је само њива од седам дана орања и пет гроша. Такође још и два парчета њиве од дана орања, које су дали цркви Трајко Дајић и Цветко Денкић. Онда је народ изабрао старца Саву Тајића за епитропа, који је то био успешно 14 година, бринући о црквеном добру без икакве накнаде. А 1900. године видео се велики напредак црквеног имања. Он износи тада: оранице од 35 дана орања, три обора са кућама, од којих у две седе чивчије који те њиве обрађују а у трећем је подигнута зграда са пет одељења, који као бакалница доноси годишње по 600 гроша прихода. Све је то способни старац Сава стекао. Он је и оправљао цркву и иконе, такође школу за које је утрошено 25 турских лира. Под његовом управом су и црквени магазин и каса увек били пуни.
Септембра 1927. године је Витина проглашена варошицом, касније постаје општински центар. Међутим неколико година касније, 1934. Краљ је "по жељи грађана", варошицу прогласио опет за село.
У граду постоји црква брвнара из 1785. године и камена црква из 1865. године.

## Демографија
Према попису из 1981. године град је био већински насељен Србима. Након рата 1999. године већина Срба је напустила Витину. Структура становништва се у потпуности изменила досељавањем Албанаца. У Витини је остало да живи свега неколико српских породица.
Приликом уласка КФОР-а и повлачења српске војске и полиције мултиетничка села витинске општине Трпеза, Житиње, Дробеш, Ново Село, Подгорце, Грмово, Гушица, Кабаш, Черкез Садовина и Деваја остала су без иједног Србина, а њихове куће су убрзо спаљене и порушене.
| Етнички састав према попису из 1961.‍ | Етнички састав према попису из 1961.‍ | Етнички састав према попису из 1961.‍ | Етнички састав према попису из 1961.‍ | Етнички састав према попису из 1961.‍ |
| ------------------------------------ | ------------------------------------ | ------------------------------------ | ------------------------------------ | ------------------------------------ |
|                                      |                                      |                                      |                                      |                                      |
| Срби                                 | Срби                                 |                                      | 1.968                                | 82,8%                                |
| Албанци                              | Албанци                              |                                      | 274                                  | 11,5%                                |
| Црногорци                            | Црногорци                            |                                      | 82                                   | 3,4%                                 |
| Укупно: 2.377                        |                                      |                                      |                                      |                                      |

| Етнички састав према попису из 1981.‍ | Етнички састав према попису из 1981.‍ | Етнички састав према попису из 1981.‍ | Етнички састав према попису из 1981.‍ | Етнички састав према попису из 1981.‍ |
| ------------------------------------ | ------------------------------------ | ------------------------------------ | ------------------------------------ | ------------------------------------ |
|                                      |                                      |                                      |                                      |                                      |
| Срби                                 | Срби                                 |                                      | 2.086                                | 67,1%                                |
| Албанци                              | Албанци                              |                                      | 692                                  | 22,3%                                |
| Роми                                 | Роми                                 |                                      | 146                                  | 4,7%                                 |
| Црногорци                            | Црногорци                            |                                      | 79                                   | 2,5%                                 |
| Муслимани                            | Муслимани                            |                                      | 50                                   | 1,6%                                 |
| Укупно: 3.108                        |                                      |                                      |                                      |                                      |

| Етнички састав према попису из 2011.‍ | Етнички састав према попису из 2011.‍ | Етнички састав према попису из 2011.‍ | Етнички састав према попису из 2011.‍ | Етнички састав према попису из 2011.‍ |
| ------------------------------------ | ------------------------------------ | ------------------------------------ | ------------------------------------ | ------------------------------------ |
|                                      |                                      |                                      |                                      |                                      |
| Албанци                              | Албанци                              |                                      | 4.839                                | 98,3%                                |
| Срби                                 | Срби                                 |                                      | 62                                   | 1,3%                                 |
| Укупно: 4.924                        |                                      |                                      |                                      |                                      |

Број становника на пописима:
|             | \| Демографија[8] \| Демографија[8] \| Демографија[8] \| \| Година \| Становника \| Становника \| \| -------------- \| -------------- \| -------------- \| \| 1948. \| 1.781 \| \| \| 1953. \| 2.279 \| \| \| 1961. \| 2.377 \| \| \| 1971. \| 2.620 \| \| \| 1981. \| 3.108 \| \| \| 1991. \| 4.309 \| \| |            |
| Демографија | |            |
| Година      | Становника | Становника |
| 1948.       | 1.781 |            |
| 1953.       | 2.279 |            |
| 1961.       | 2.377 |            |
| 1971.       | 2.620 |            |
| 1981.       | 3.108 |            |
| 1991.       | 4.309 |            |